# 点滴凤凰人
点滴凤凰人（英语：Inside Phoenix）是香港凤凰卫视的一档周播专题节目，原名《凤凰太空站》，又名凤凰收风站，收风是广东话，是从旁打探收集情报的意思。2012年1月7日起改名为《点滴凤凰人》。
节目主要播出凤凰人生活点滴、工作动态、台前幕后的花絮及全台上下大事喜事，是凤凰走近观众的一道门。现时的主持人为竹幼婷，其前身节目《凤凰太空站》先后由陈玉佳、竹幼婷主持。

## 播出时间[2]
本节目最初只在凤凰卫视中文台播出，自2014年起，节目在欧洲台、美洲台及澳洲版播出。
- 凤凰卫视中文台：香港时间星期六14:30-14:55首播，星期日01:15-01:35、星期一09:45-10:10重播
- 凤凰卫视美洲台：美国西岸时间星期六08:15-08:35首播，星期日09:20-09:40、星期一02:15-02:35重播
- 凤凰卫视欧洲台：伦敦时间星期六09:50-10:05首播，23:15-23:35重播
- 凤凰卫视澳洲版：悉尼时间星期六18:50-19:05首播，星期日08:15-08:35重播

## 节目环节
节目主要有跃动凤凰、凤言凤语、凤彩飞扬等环节，播出内容则有凤凰人生活点滴、工作动态、台前幕后的花絮及全台上下大事喜事等等。
值得一提的是，《凤言凤语》、《凤彩飞扬》也是凤凰卫视微博、微信的子栏目。